# Antoine François Prévost
Antoine François Prévost (Antoine Francois Prevost d'Exiles, známý jako Abbé Prévost; 1. dubna 1697 Hesdin – 23. listopadu 1763 Courteuil, Département Oise) byl francouzský spisovatel, romanopisec, překladatel a publicista. Jeho nejznámějším dílem je novela Manon Lescaut.

## Život
Pocházel ze staré měšťanské rodiny, jejíž členové v několika generacích byli úředníci, důstojníci nebo kněží. V duchu rodinné tradice ho otec poslal v jedenácti letech do školy k jezuitům v rodném Hesdinu. Od třinácti let pak Antoine studoval na jezuitské koleji v Paříži, kde získal klasické vzdělání. Roku 1713 byl přijat jako novic do jezuitského řádu, avšak pro porušení stanovených pravidel musel odejít. Roku 1714 vstoupil do armády. Pak několikrát vystřídal službu v armádě a v klášteře. Určitý čas pobýval v Holandsku, vedl nevázaný život a prožil milostná dobrodružství. Nakonec po nešťastné lásce složil roku 1721 řeholní slib v Řádu svatého Benedikta a působil v opatství Saint-Ouen v Rouenu. Napsal zde svůj první literární pokus, satirický pamflet s názvem Dobrodružství římského rytíře Popponia aneb Příběh z naší doby (Aventures de Pomponius, chevalier romain), v němž kritizoval uvolněnou morálku panující na francouzském dvoře po smrti Ludvíka XIV. Věnoval se také studiu teologie a historie. Roku 1726 byl vysvěcen na kněze a šel učit humanitní vědy na kolej v opatství Saint-Germer-de-Fly v departementu Oise. Potom působil jako kazatel v poutním městě Evreux. V roce 1727 se zapojil do prací na historickém díle Gallia Christiana, které benediktini zpracovávali v klášteře Saint-Germain-des-Prés. Současně ale psal své další literární dílo Paměti a dobrodružství urozeného muže (Memoires et aventures d'un homme de qualité qui s'est retiré du monde), jehož první dva svazky vyšly po schválení církevní cenzurou v roce 1728. 
V roce 1728 z kláštera odešel a působil jako vychovatel v Anglii, odhodlán stát se spisovatelem. Ke svému jménu si dal přídomek d'Exiles. Po aféře s dcerou svého zaměstnavatele o dva roky později (1730) odešel do Nizozemí. V Utrechtu publikoval v letech 1731 a 1732 první čtyři svazky svého díla Anglický filosof neboli Příběhy pana Clevelanda, nemanželského syna Cromwellova (Le Philosophe anglais ou Histoire de M. Cleveland, fils naturel de Cromwell). Napsal další díly Pamětí a dobrodružství urozeného muže, jehož poslední část obsahuje román Manon Lescaut. V roce 1733 se kvůli milostnému poměru zadlužil, byl obviněn z podvodů a proto odjel zpět do Anglie. Dostal povolení vydávat deník Pro a Proti (Le Pour et Contre), který seznamoval francouzské čtenáře s různými oblastmi života v Anglii, především s anglickou literaturou a uměním. Prévost byl hlavním autorem příspěvků a časopis byl s úspěchem vydáván až do roku 1740.
Koncem roku 1733 byl v Londýně obviněn z falšování šeku, ale díky vlivným přímluvcům se mu podařilo vrátit do rodné Francie. Smířil se s církví, obnovil svůj noviciát u benediktinů a uchýlil se na několik měsíců do kláštera poblíž Evreux. Od roku 1736 byl almužníkem prince Contiho, který ho vzal pod svou ochranu. Zbaven existenčních starostí se mohl se plně věnovat literární činnosti.
Vydal další několikasvazkové romány, včetně Děkan z Killérine (Le doyen de Killérine, 1735–1740) a Příběh moderní Řekyně (Histoire d’une Grecque moderne, 1740). Pracoval na překladech z angličtiny, pomohl šířit ve Francii romány Samuela Richardsona, Dějiny Anglie Davida Huma nebo redigoval monumentální encyklopedii Všeobecné dějiny cest (General History of Travel, 1746–1759) knihkupce Thomase Astleyho.
Roku 1741 byl však pro dluhy nucen Francii opět opustit a hledat útočiště v Bruselu a ve Frankfurtu. Již o rok později mu byl umožněn návrat, nakonec se smířil s církví a roku 1754 získal převorství, které mu zajistilo slušný příjem. Poslední roky žil v Saint-Firmin poblíž Chantilly, kde začal psát román Morální svět (Le Monde moral ou Mémoires pour servir à l’histoire du cœur humain, 1760). Zemřel 23. listopadu 1763 po záchvatu mozkové mrtvice v Courteuil, když se procházel v lesích v okolí svého bydliště.

## Dílo
Jeho dílo zahrnuje i s překlady více než 200 svazků.
- Memoires et aventures d'un homme de qualité qui s'est retiré du monde – autobiografický román, jehož první díl vyšel v roce 1728
- Manon Lescaut (1731), román – tento román vyšel v Haagu jako 7. díl Memoires et aventures d'un homme de qualité qui s'est retiré du monde. Jedná se o jeho nejznámější a jediné doposud živé dílo. Ve Francii byl román oficiálně vydán až v roce 1753.[1]
- Le Philosophe anglais ou Histoire de M. Cleveland, fils naturel de Cromwell (1731–1739) - dílo inspirované pobytem v Anglii
- Le doyen de Killérine (Paříž, 1732) – šestidílný román
- Histoire d'une Grecque moderne (1740)
- Mémoire d'un honnęte homme (1745) – román

Kromě vlastní tvorby přeložil do francouzštiny řadu známých děl především z angličtiny. Mimo to v letech 1745–1761 redigoval prvních 17 knih Histoire générale des voyages. V letech 1733–1740 vydával a z velké části i psal literární noviny Pour et Contre, kde se specializoval na anglickou kulturu.